# 臨時全俄羅斯政府
臨時全俄羅斯政府（俄语：Временное Всероссийское правительство），非正式名称为督政府、乌法督政府或鄂木斯克督政府，是俄罗斯历史上的一个反共政權，于1918年9月23日在乌法国务会议上成立，主要參與者是右翼社会革命黨和立憲民主黨。該政權在1918年11月18日被政变推翻，权力被移交给亞歷山大·高爾察克，並在1920年1月14日垮台。臨時全俄羅斯政府在高爾察克政變後被認為是高爾察克的一個獨裁政權。